# Système éducatif en Ukraine

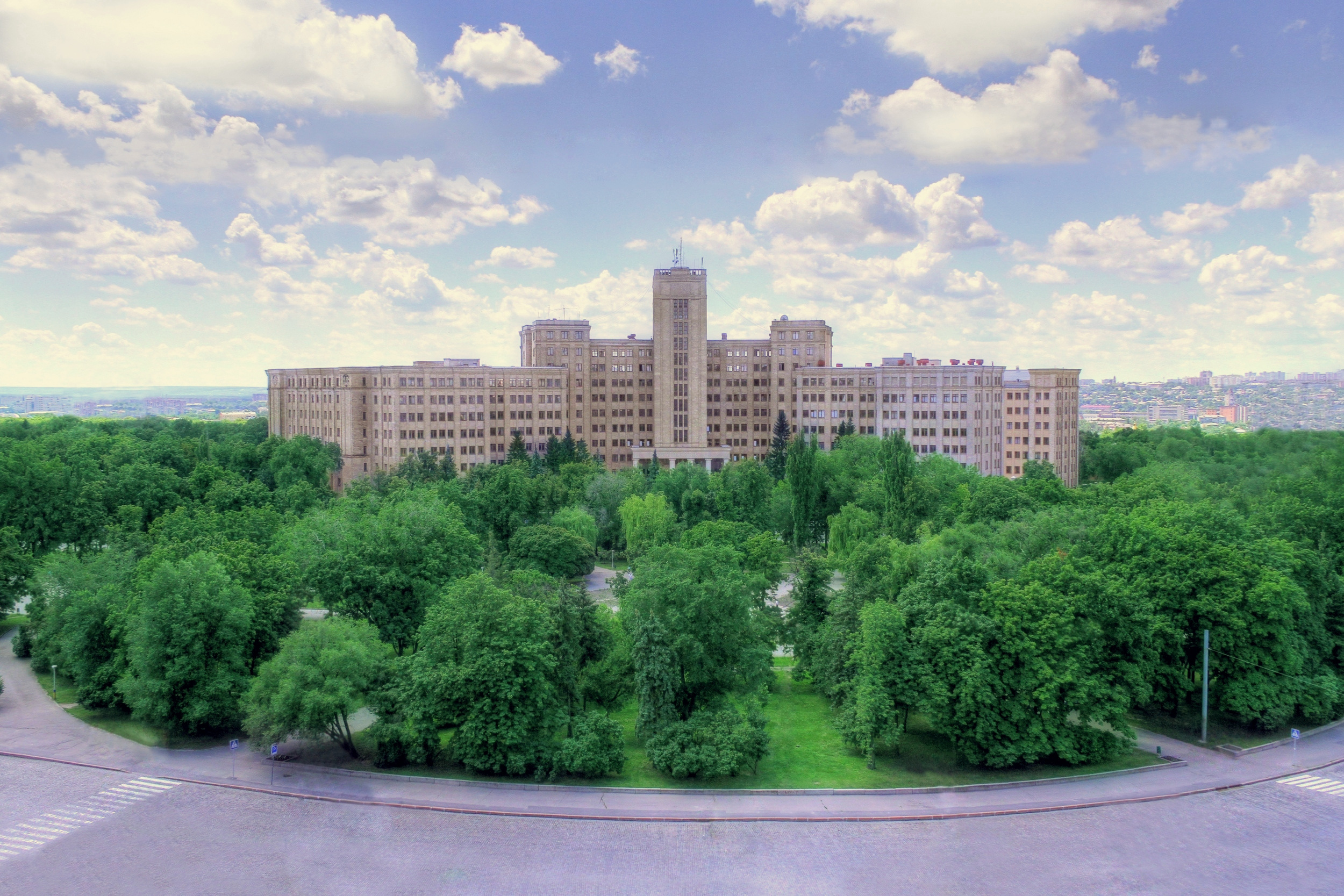
Université nationale de Kharkiv.

Le système éducatif ukrainien est dirigé par le ministère de l'Éducation et de la Science en Ukraine (Міністерство освіти і науки України) ; il accueille environ 10 millions d'élèves et étudiants et produit le quatrième plus grand nombre de diplômés universitaires en Europe.
L'accès à l'éducation est garanti par la constitution et le caractère obligatoire et gratuit est de mise dans l'éducation primaire et secondaire de base. La quasi-totalité de l'enseignement primaire et secondaire est public. L'Ukraine a un taux d'alphabétisation de 99,4 %.
Le système éducatif ukrainien est organisé en cinq niveaux : enseignement préscolaire, primaire, secondaire de base (collège), secondaire supérieur (lycée) et supérieur.

## Éducation primaire et secondaire
| Classe | Âge   | Niveau scolaire              | Niveau scolaire |
| ------ | ----- | ---------------------------- | --------------- |
| 1      | 6/7   | primaire                     | Niveau I        |
| 2      | 7/8   | primaire                     | Niveau I        |
| 3      | 8/9   | primaire                     | Niveau I        |
| 4      | 9/10  | primaire                     | Niveau I        |
| 5      | 10/11 | secondaire (collège)         | Niveau II       |
| 6      | 11/12 | secondaire (collège)         | Niveau II       |
| 7      | 12/13 | secondaire (collège)         | Niveau II       |
| 8      | 13/14 | secondaire (collège)         | Niveau II       |
| 9      | 14/15 | secondaire (collège)         | Niveau II       |
| 10     | 15/16 | secondaire supérieur (lycée) | Niveau III      |
| 11     | 16/17 | secondaire supérieur (lycée) | Niveau III      |
| 12     | 17/18 | secondaire supérieur (lycée) | Niveau III      |

Actuellement[évasif] en Ukraine, l'école est destinée aux enfants et adolescents âgés entre 6 et 18 ans. Il existe plusieurs types d'établissements d'enseignement général. Les établissements d'enseignement privés scolarisent environ 1 % des élèves dont l’âge est compris entre 15 et 17 ans et 7 % environ des étudiants au niveau de l'enseignement supérieur. À partir de 2018, l'éducation primaire et secondaire se déroule sur 12 ans, contre 11 ans auparavant.
L'enseignement primaire et secondaire est divisé en trois niveaux d'agrément de I à III. Le niveau d'agrément comprend les niveaux 1 à 4. Les niveaux 5 à 9 sont généralement considérés comme un niveau d'agrément II ou enseignement secondaire de base, tandis que les niveaux 10 à 12 sont du niveau III. Malgré ces dénominations, les élèves étudient généralement dans le même établissement scolaire tout au long de leurs études primaires et secondaires.
La plupart des établissements possèdent en effet les trois niveaux d'agrément pour l'enseignement général. Certaines écoles éloignées peuvent être de deux niveaux, ce qui est une exigence minimale pour un établissement.

### Programmes
L'objectif de la scolarité générale est de donner aux plus jeunes des connaissances sur les arts et les sciences et de leur apprendre à les utiliser de manière pratique. Le programme du collège comprend des cours de langue ukrainienne et de langue étrangère, de littérature ukrainienne et de littérature étrangère (enseignées séparément ; cette dernière, appelée « littérature mondiale » est l'étude de textes classiques traduits), d'histoire ukrainienne, d'histoire mondiale, de géographie, d'algèbre, de géométrie, de biologie, de chimie, de physique, d'éducation physique, de musique et d'art. Dans certaines écoles, les élèves suivent également des cours d’environnement et d’ éducation civique. Cependant, les étudiants n'assistent à chaque cours qu'une ou deux fois par semaine. Une partie de la journée scolaire est également consacrée à des activités telles que les échecs, le karaté, la mise en scène, l'apprentissage de contes et de chansons folkloriques, la chorale et l'orchestre. Après l'école, les élèves peuvent également suivre des cours de musique, de football, de hockey ou de tennis.
Le diplôme de fin d'études de l'enseignement secondaire supérieur est le ZNO (Зовнішнє незалежне оцінювання).

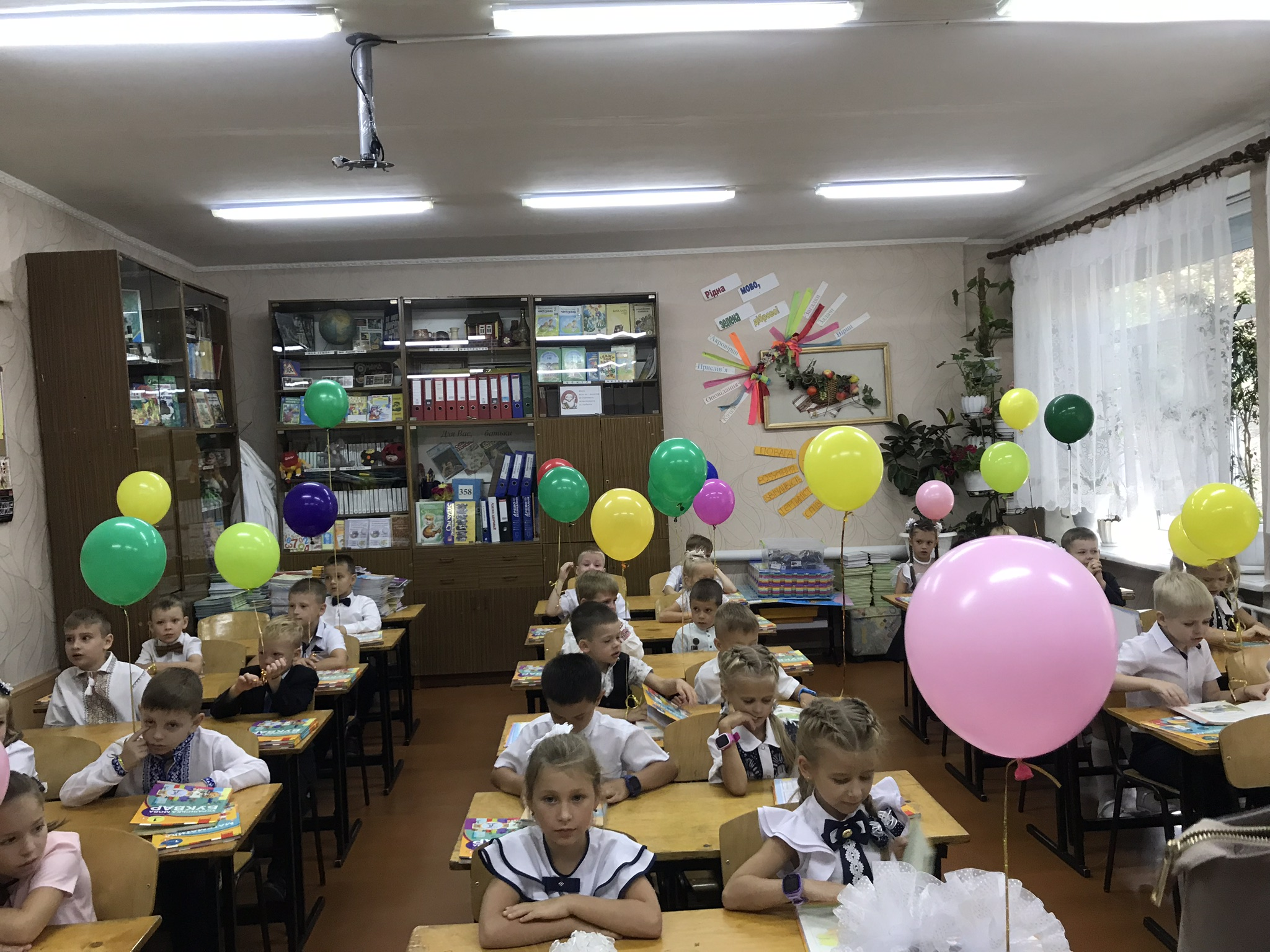
Une classe le jour de la rentrée, uniformes, vychyvanka et ballons, Dnipro, 2019.
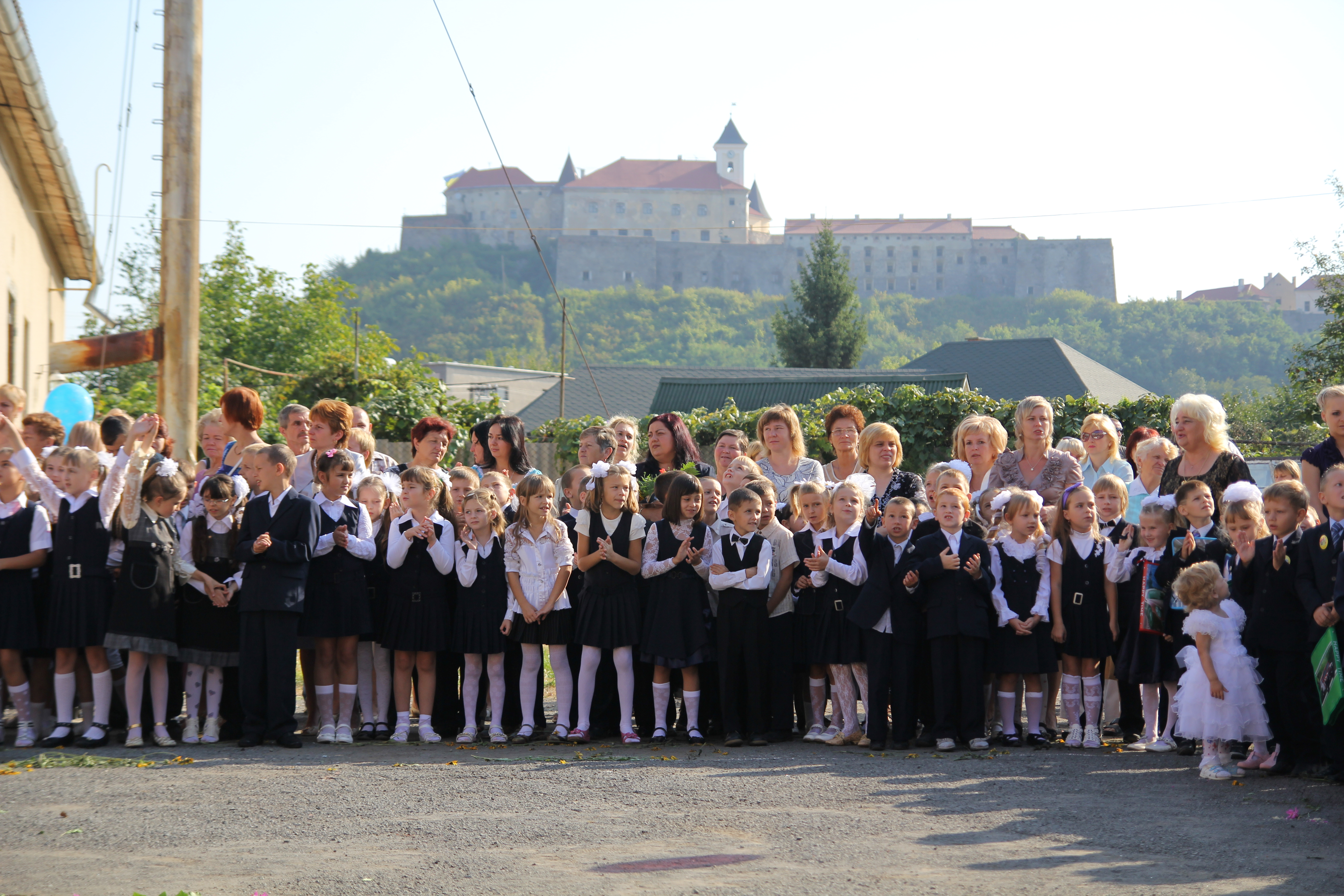
École de Moukatchevo.
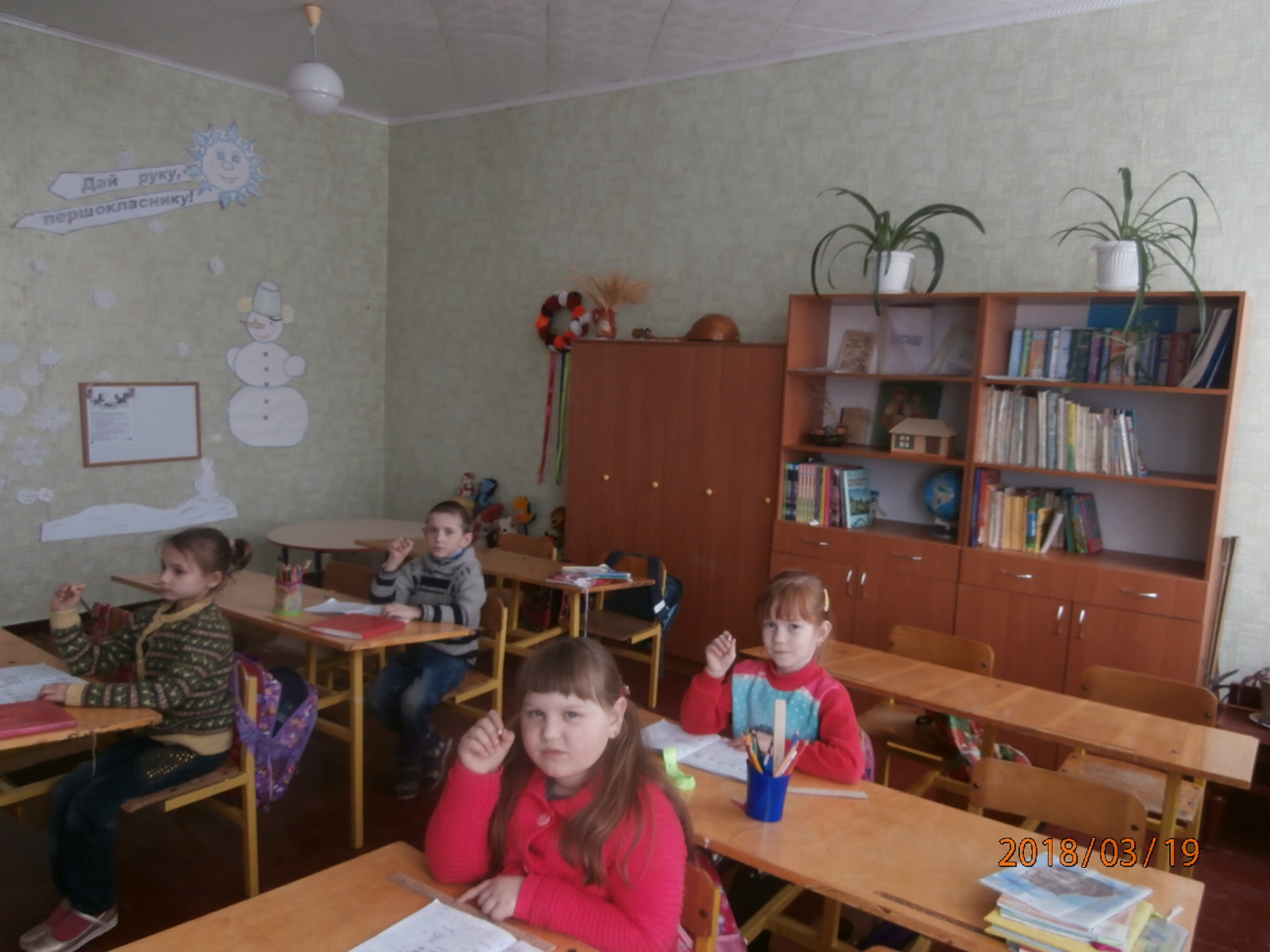
Début d'année, des élèves s'apprêtent à écrire sur la dictée, retenant leur stylo.
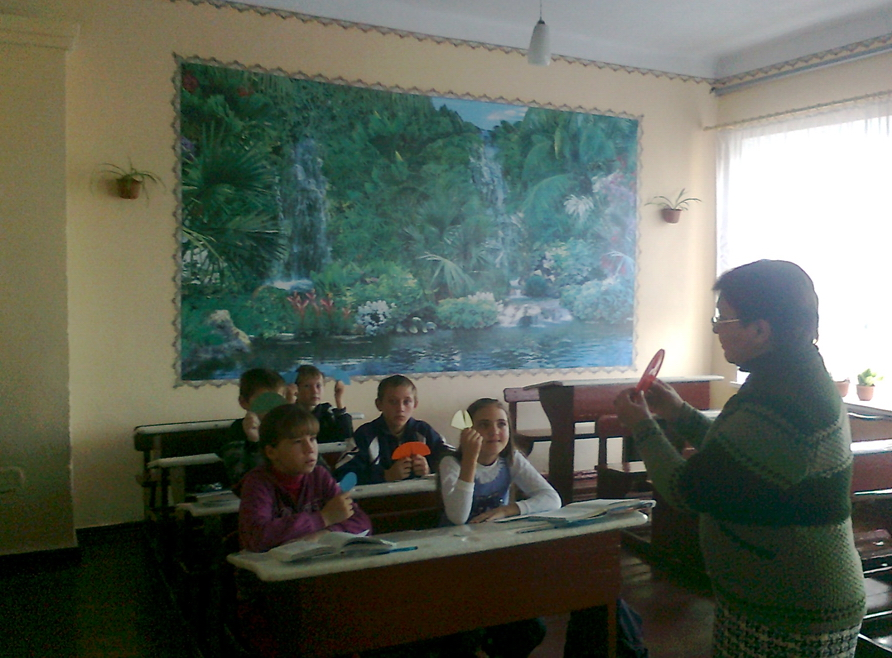
Leçon de Mathématiques, Zlatouvstove, 2013.
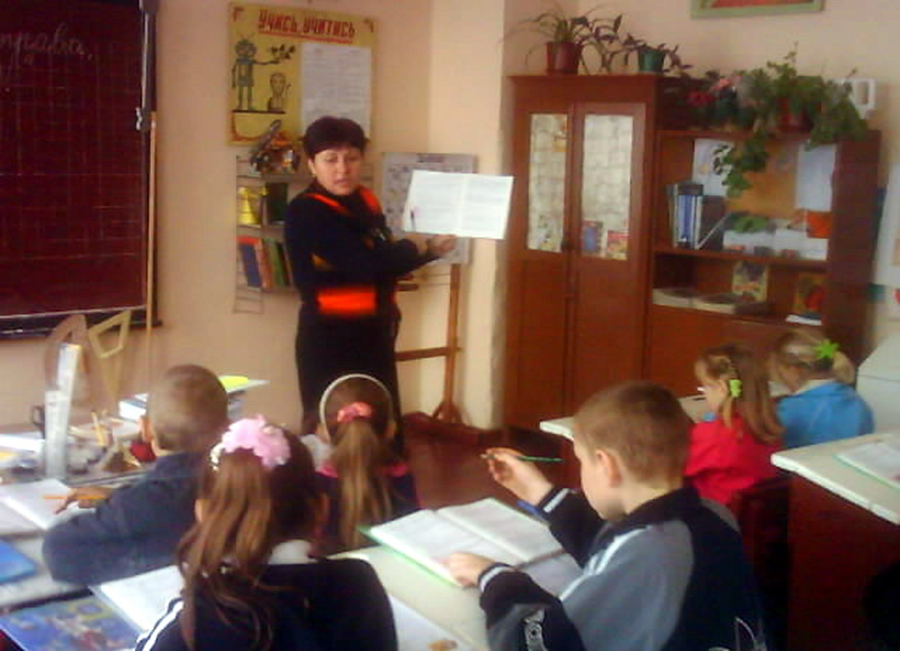
Leçon, Zlatouvstove, 2013.
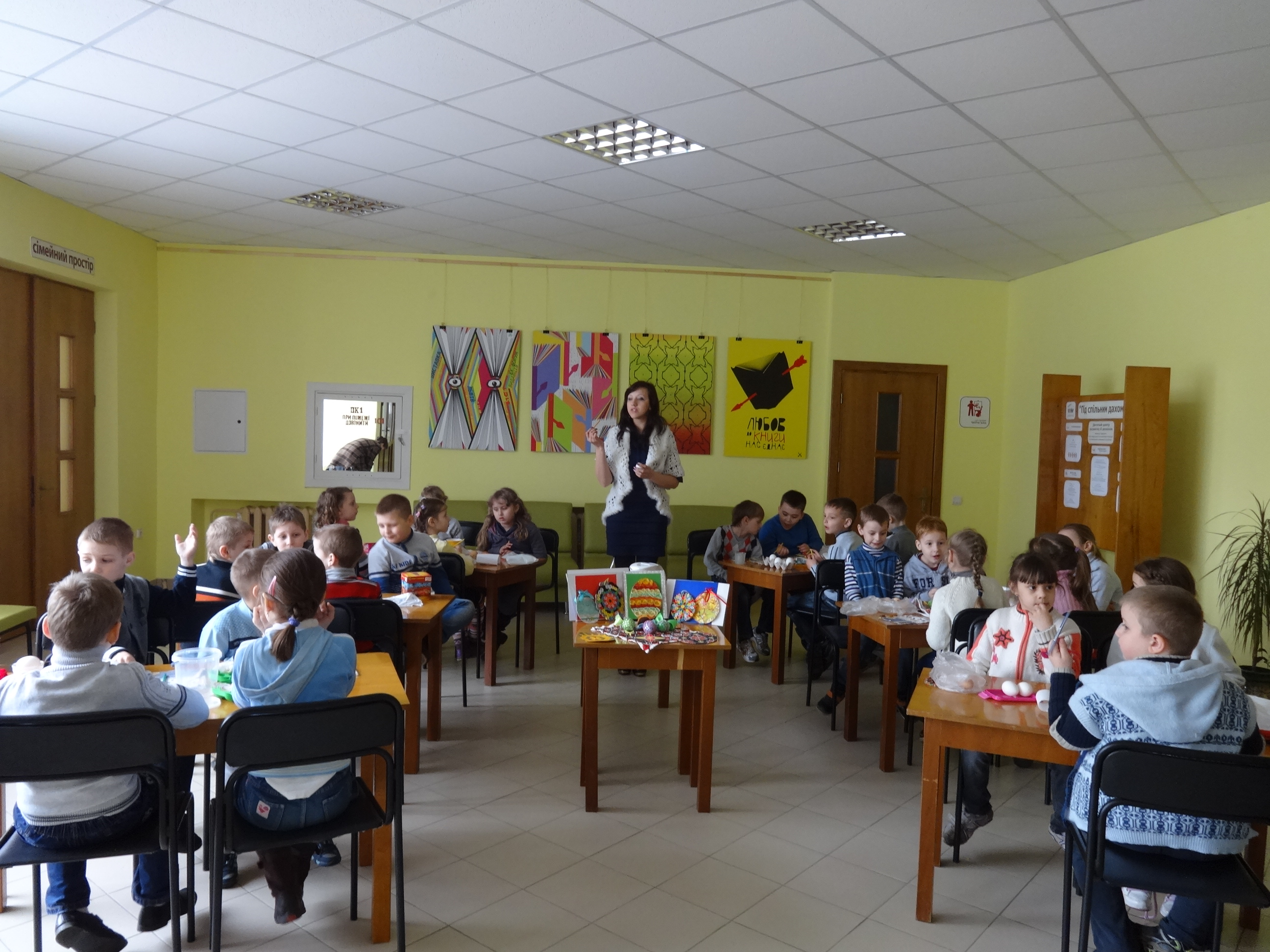
Atelier de pysanka.

### Système de notation

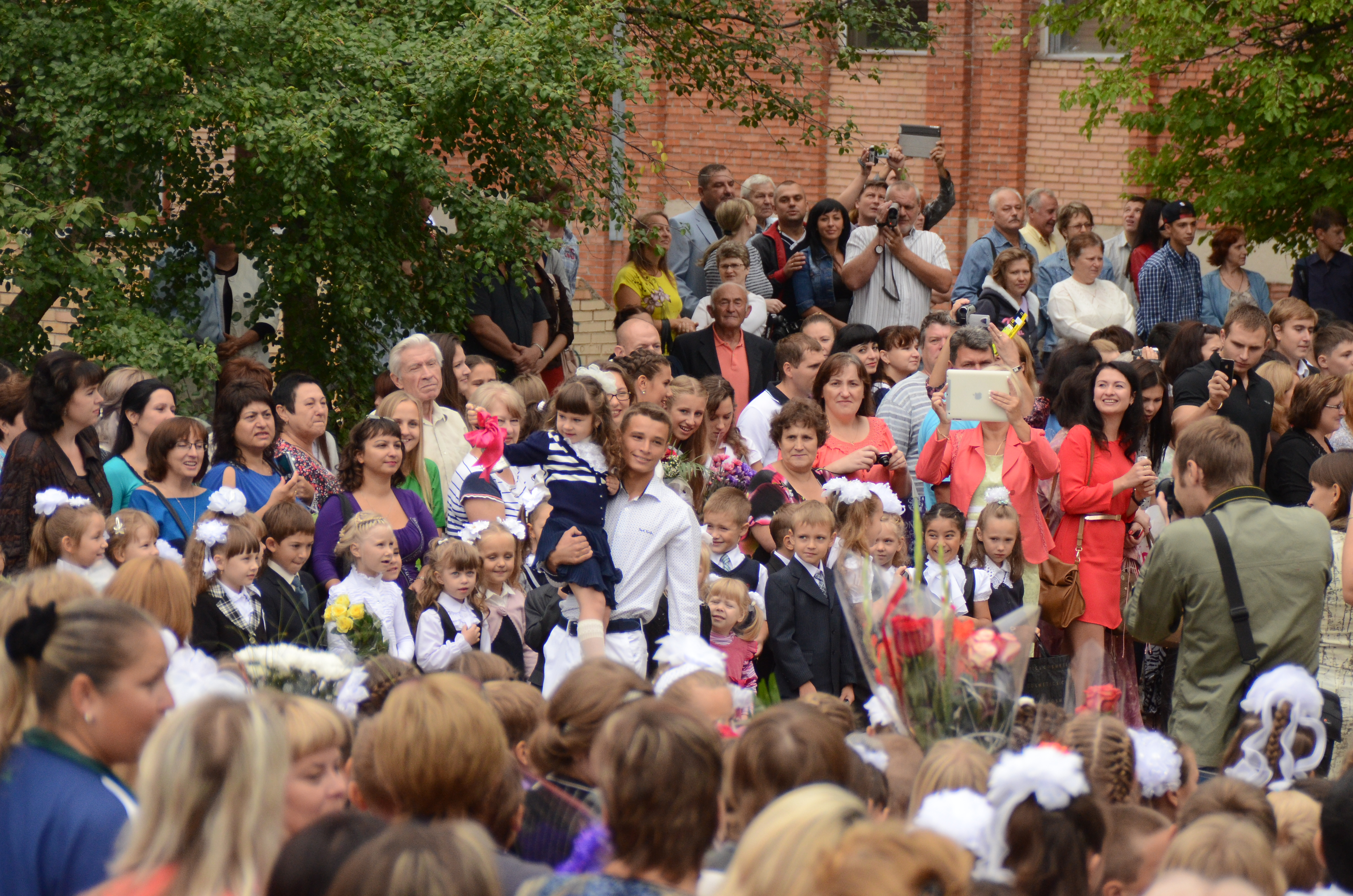
Journée de la connaissance, premier de jour de l'école à Donetsk, 2013.

Les écoles et universités ukrainiennes utilisent une échelle de notation à 12 points héritée de la période soviétique : 12 étant la meilleure, 1 la plus mauvaise. La note 1 n'est presque jamais utilisée.
| Note | Signification  |
| ---- | -------------- |
| 12   | Excellent      |
| 11   | Excellent      |
| 10   | Excellent      |
| 9    | Bon            |
| 8    | Bon            |
| 7    | Bon            |
| 6    | Satisfaisant   |
| 50   | Satisfaisant   |
| 40   | Satisfaisant   |
| 30   | Insatisfaisant |
| 20   | Insatisfaisant |
| 10   | Insatisfaisant |

### Formation des professeurs et instituteurs
La formation des professeurs se déroule dans 12 universités, 2 universités pédagogiques, 27 instituts pédagogiques, 4 collèges, 48 écoles pédagogiques et 5 instituts pédagogiques industriels et techniques.

### Écoles internationales
Des écoles internationales se sont installées après 1991 :
- Kiev International School (1992)
- Lycée français Anne de Kiev (1994)
- Meridian International School, Kiev (2001)
- British International School, Ukraine (1997 et 2011)
- Pechersk School International, Kiev
- Deutsche Schule, Kiev (2008)

Elles reçoivent un agrément du Ministère de l'éducation ukrainien mais un statut à part est à l'étude, car elles ne préparent pas la baccalauréat ukrainien (ZNO).

## Éducation supérieure

### Niveau universitaire

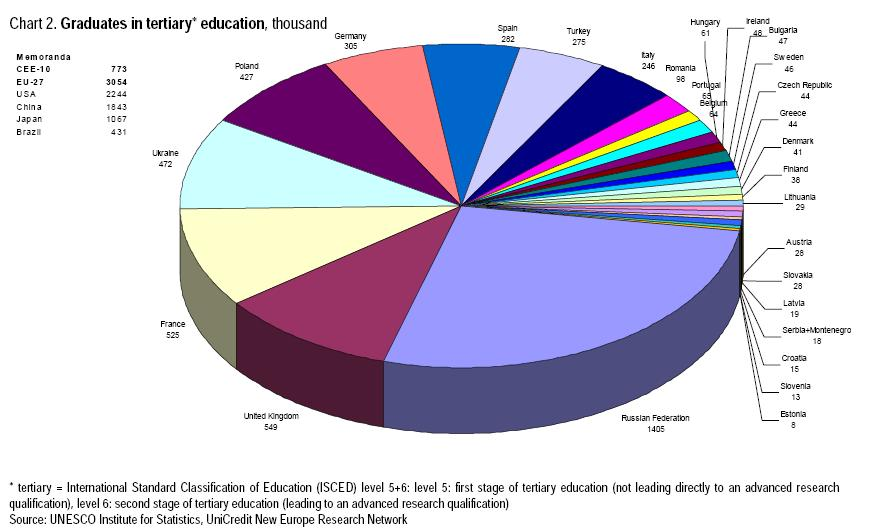
L'Ukraine produit le quatrième plus grand nombre de diplômés universitaires en Europe.

L'enseignement supérieur se partage entre établissements publics et privés. Les étudiants qui étudient aux frais de l'État reçoivent une bourse standard si leur note moyenne aux examens de fin de trimestre et au test est d'au moins 4 (voir le système de notation à 5 points ci-dessous) ; cette règle peut être différente dans certaines universités. Dans le cas où toutes les notes sont les plus élevées (5), la bourse est augmentée de 25 %. Pour la plupart des étudiants, le niveau de subvention gouvernementale n'est pas suffisant pour couvrir leurs frais de subsistance de base. La plupart des universités proposent des logements subventionnés aux étudiants étrangers. De plus, il est courant que les bibliothèques fournissent les livres requis à tous les étudiants inscrits.
Il existe deux diplômes délivrés par les universités ukrainiennes : le baccalauréat (4 ans) et le master (5-6e année). Ces diplômes sont introduits conformément au processus de Bologne, auquel l'Ukraine participe. Historiquement, un Diplôme de spécialiste (généralement 5 ans) est toujours accordé ; c'était le seul diplôme délivré par les universités à l'époque soviétique. Presque toutes les grandes universités sont situées dans des centres oblast.

### Niveau post-universitaire

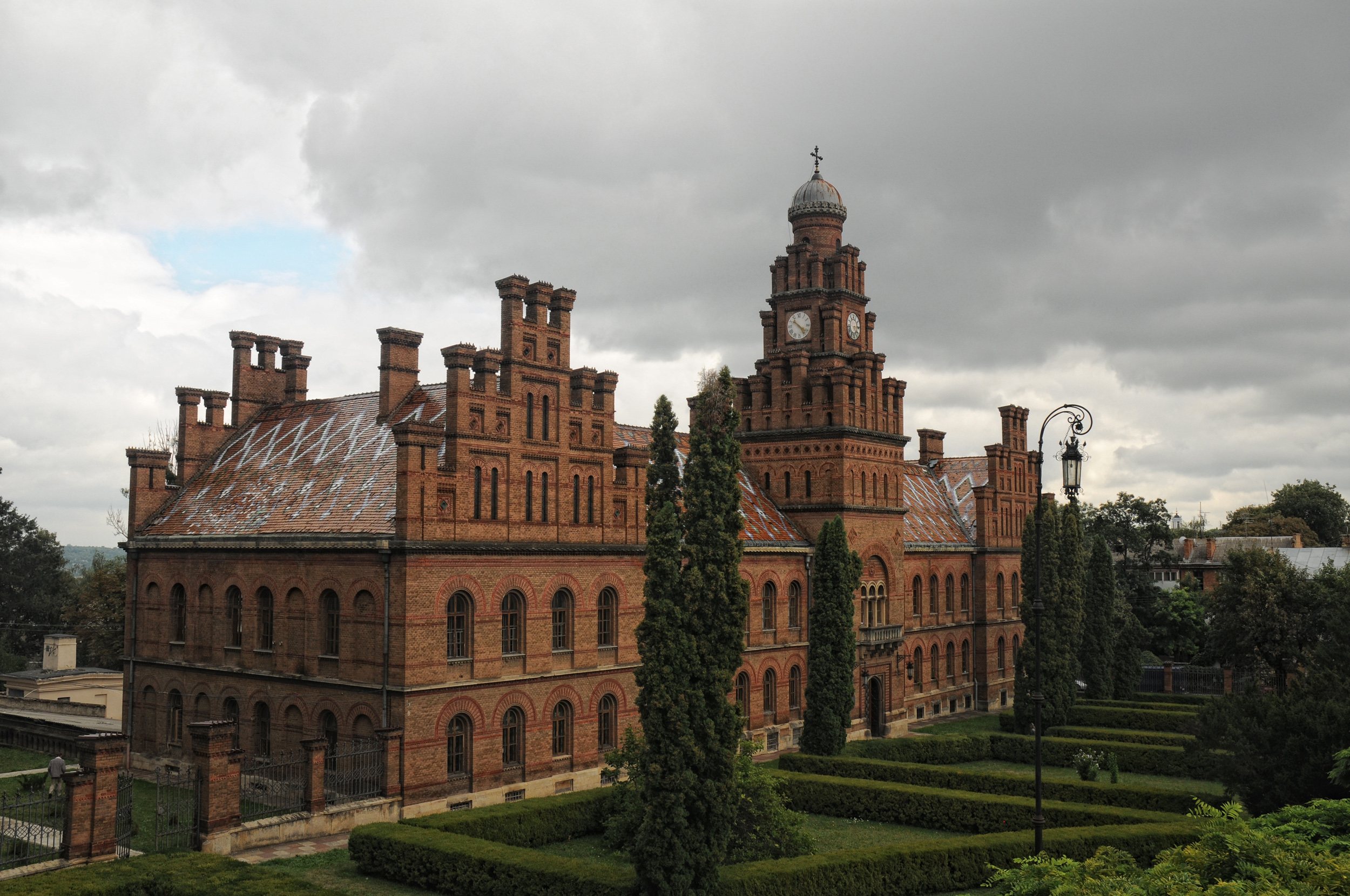
Université de Tchernivtsi.

Après avoir obtenu une maîtrise ou un spécialiste, un étudiant peut entrer dans une université ou un institut scientifique pour poursuivre des études de troisième cycle. Le premier niveau de l'enseignement supérieur est l' aspirantura qui aboutit généralement au diplôme de Kandydat Nauk (candidat ès sciences). Les candidats doivent réussir trois examens de qualification ou plus (un ou plusieurs dans le domaine de spécialité, un dans une langue étrangère de leur choix et un en philosophie), publier au moins cinq articles dans des revues à comité de lecture, rédiger un mémoire et le défendre.
Une deuxième thèse permet ensuite de devenir doktor nauk (docteur en sciences), après 2 à 4 années supplémentaires d'études ; la manière la plus courante de l'obtenir est de travailler dans une université ou un institut scientifique avec préparation parallèle d'une thèse. Le délai moyen entre l'obtention du diplôme kandidat et celui du doctorat est d'environ 10 ans, et la plupart des nouveaux docteurs ont 40 ans et plus. Seul un quart des Kandidats atteint ce grade. Le docteur Nauk peut occuper un poste de professeur titulaire, de chef de laboratoire ou un poste égal ou supérieur. Le ministère ukrainien de l'Éducation et des Sciences envisage de remplacer les diplômes de style soviétique Kandidat Nauk et Doctor Nauk.

### Échanges internationaux
L'Ukraine est une destination populaire pour l'éducation parmi les étudiants asiatiques et africains. Il y a maintenant plus de 63 000 étudiants de 130 pays du monde. En 2018, les étudiants étrangers en Ukraine provenaient principalement du Turkménistan (10 000), d'Azerbaïdjan (9 700), d'Inde (4 800), du Nigéria (3 200), du Maroc, d'Irak, de Jordanie et d'Ouzbekistan (autour de 2 000). Pour leur part, les Ukrainiens étudiaient à l'étranger principalement en Pologne (29 000), en Russie (22 000), en Allemagne (6 000), en République tchèque et en Italie (autour de 2 500).

## Histoire

### XVIIe–XVIIIesiècles: le modèle jésuite
Les Jésuites apportent en Ruthénie leur modèle d'éducation des élites. Plusieurs collèges sont créés.
A Kiev, le pouvoir cosaque en subit l'influence ; l'Académie Mohyla en reprendra les structures de cours (latin, rhétorique, etc.) tout en évitant l'emprise du catholicisme sur ces derniers.
L'Académie a formé l'élite ukrainienne, politique et intellectuelle aux XVIIe et XVIIIe siècles, et elle a été reconnue à travers l'Europe de l'Est avec les étudiants venant de Pologne, Russie, Biélorussie, Moldavie, Serbie, Bulgarie et Grèce. Les admissions étaient ouvertes à toutes les classes sociales. Grâce à la qualité exceptionnelle de l'apprentissage des langues, ses étudiants ont souvent continué leur éducation à l'étranger : beaucoup d'entre eux se sont convertis de l'orthodoxie au catholicisme. Cependant, à leur retour, ils sont revenus à leurs racines orthodoxes pour occuper des postes importants dans le clergé ou l'université. De cette façon, l'Académie a joué un rôle important dans la transmission des idées de la Renaissance d'Europe de l'Ouest vers l'Ukraine et la Russie.

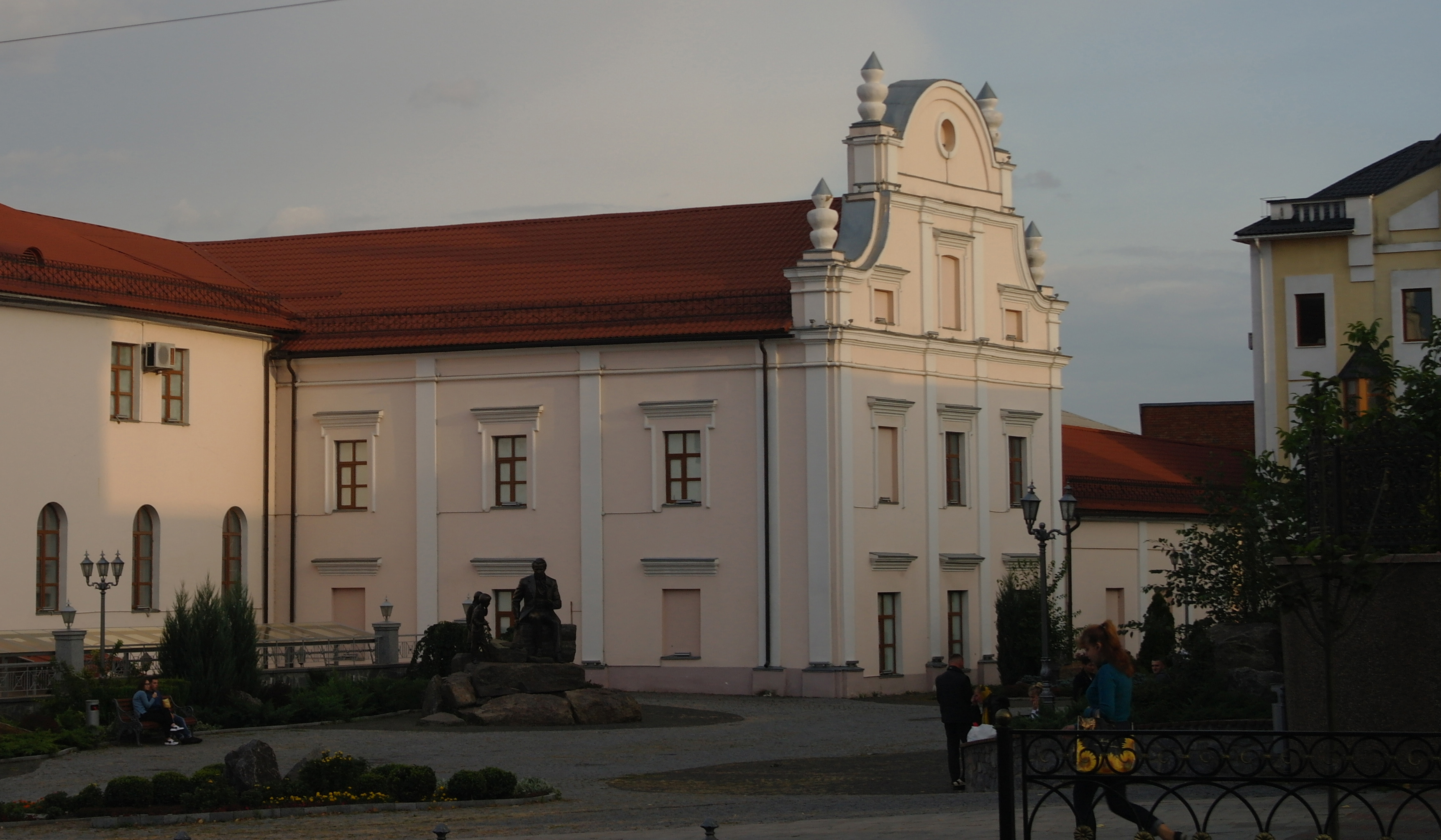
Collège jésuite de Vinnytsia.
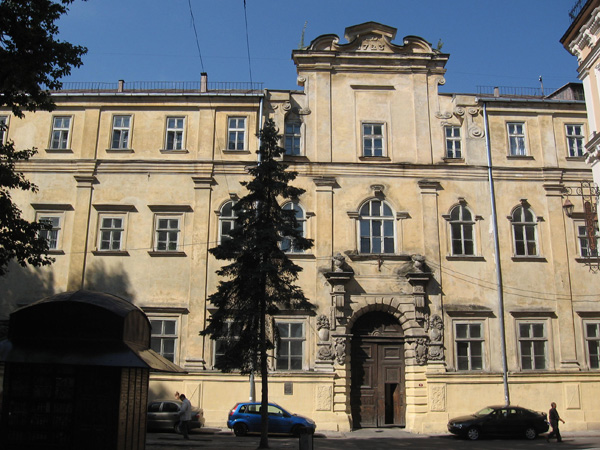
Collège des Jésuites (Lviv).
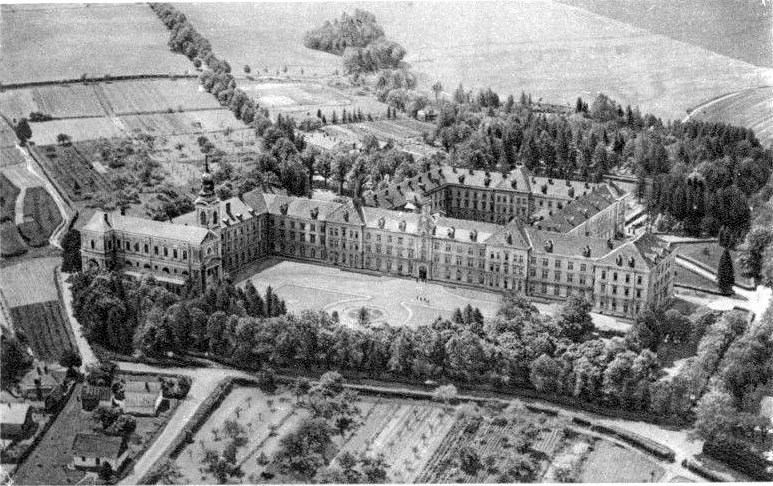
Collège jésuite de Khyriv.
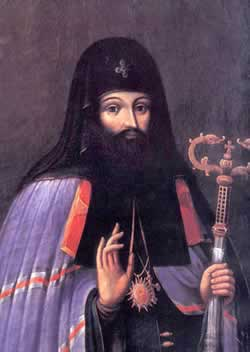
Pierre Mohyla.
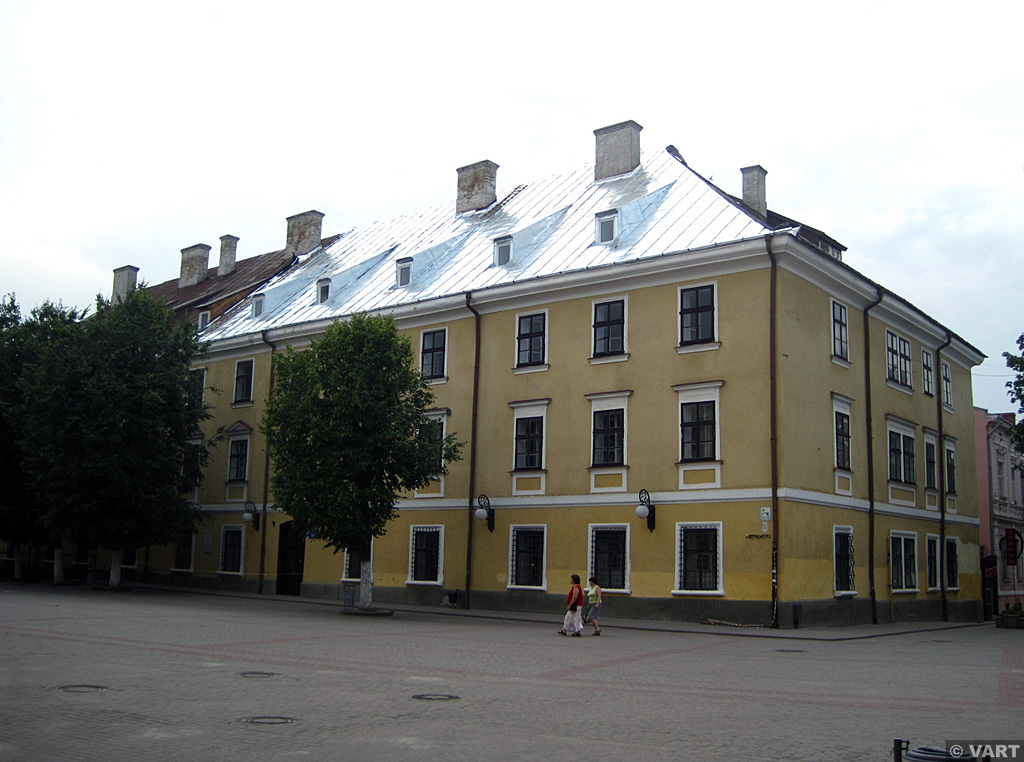
Collège des jésuites d'Ivano-Frankivsk.
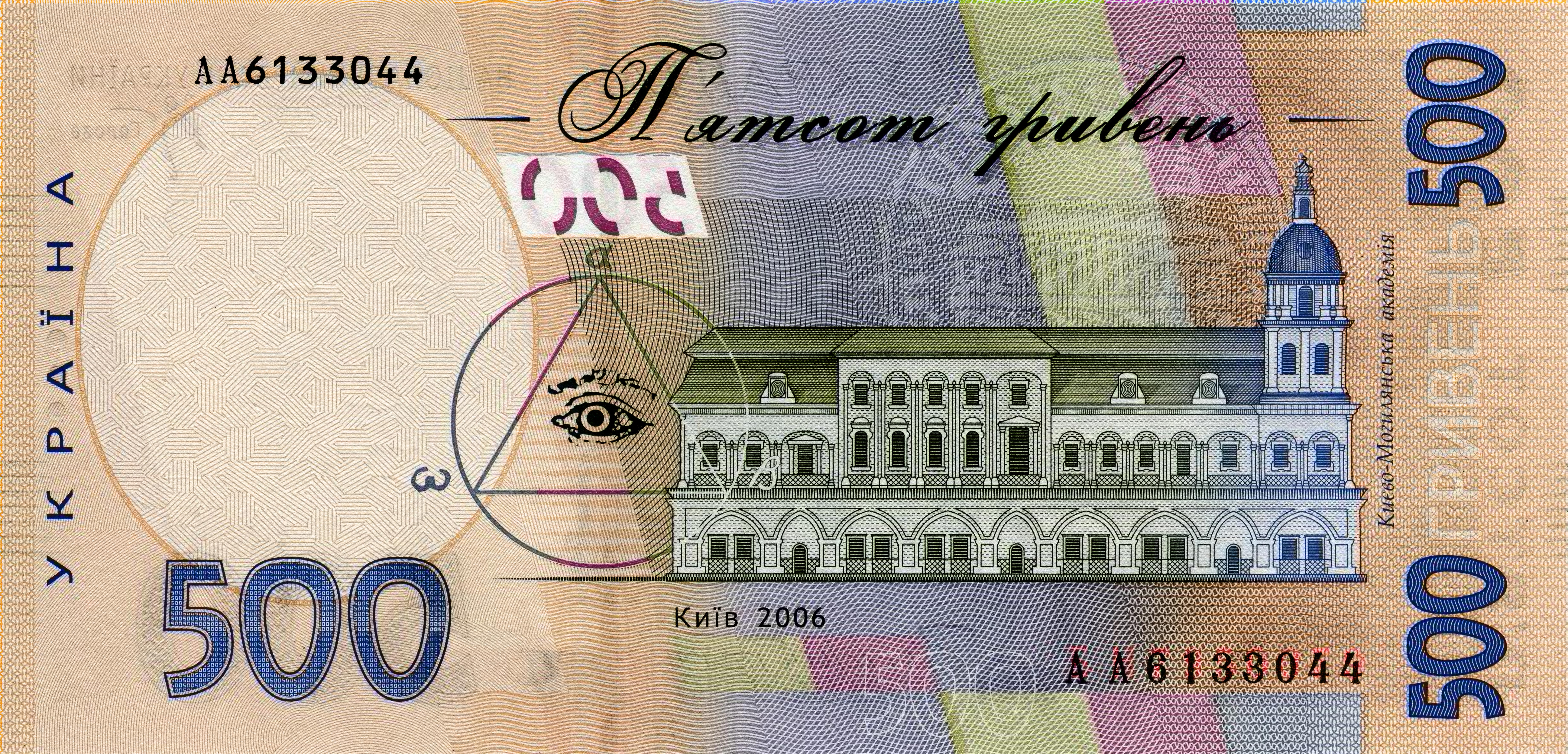
Les bâtiments l'Académie Mohyla du XVIIème, symboles de fierté nationale. Envers du billet "Hryhori Skovoroda" de 500 hryvnia, la plus grosse coupure en circulation dans les années 2000 et 2010.

### XIXesiècle: création des universités et d'un système centralisé

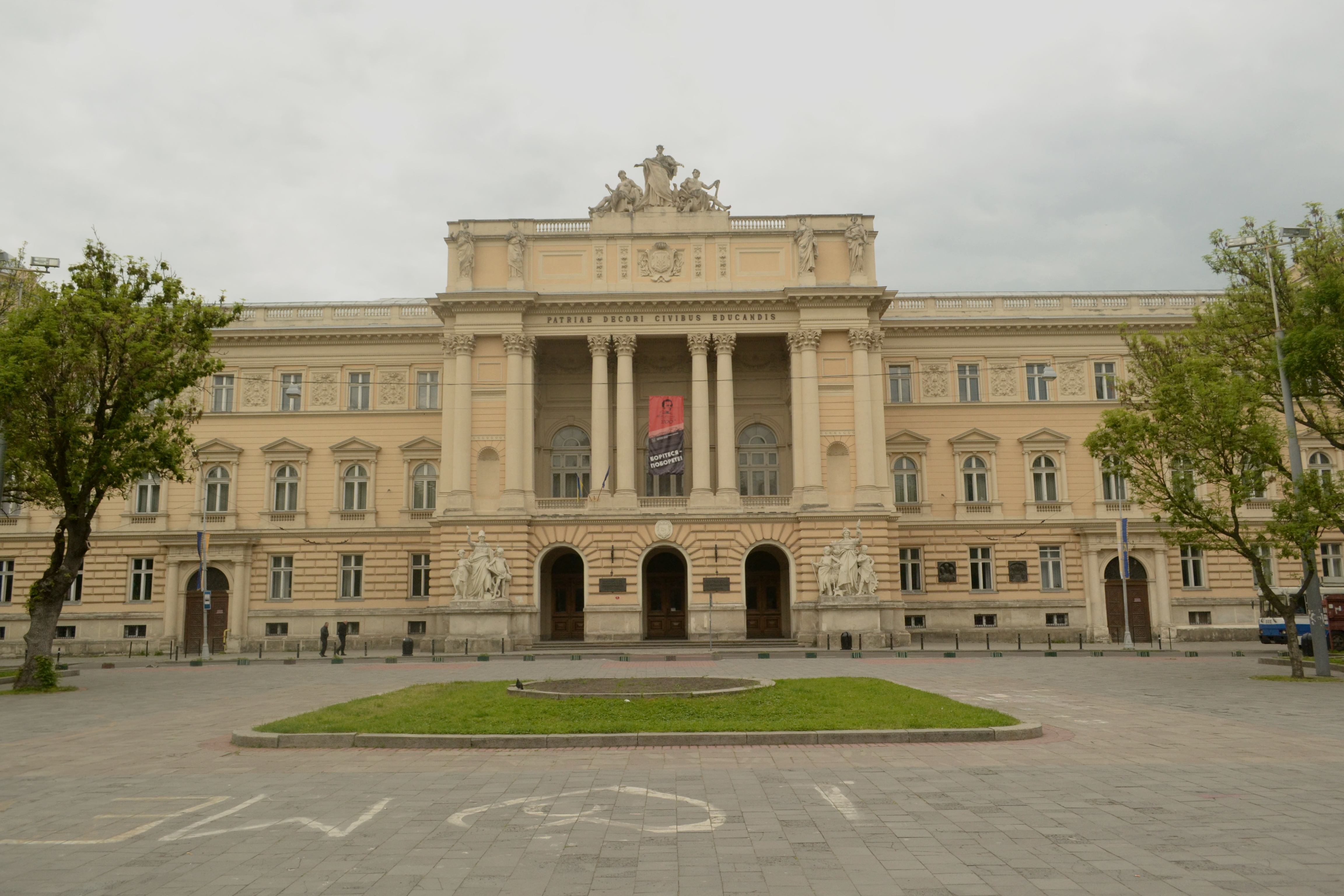
Université de Lviv, alors autrichienne.
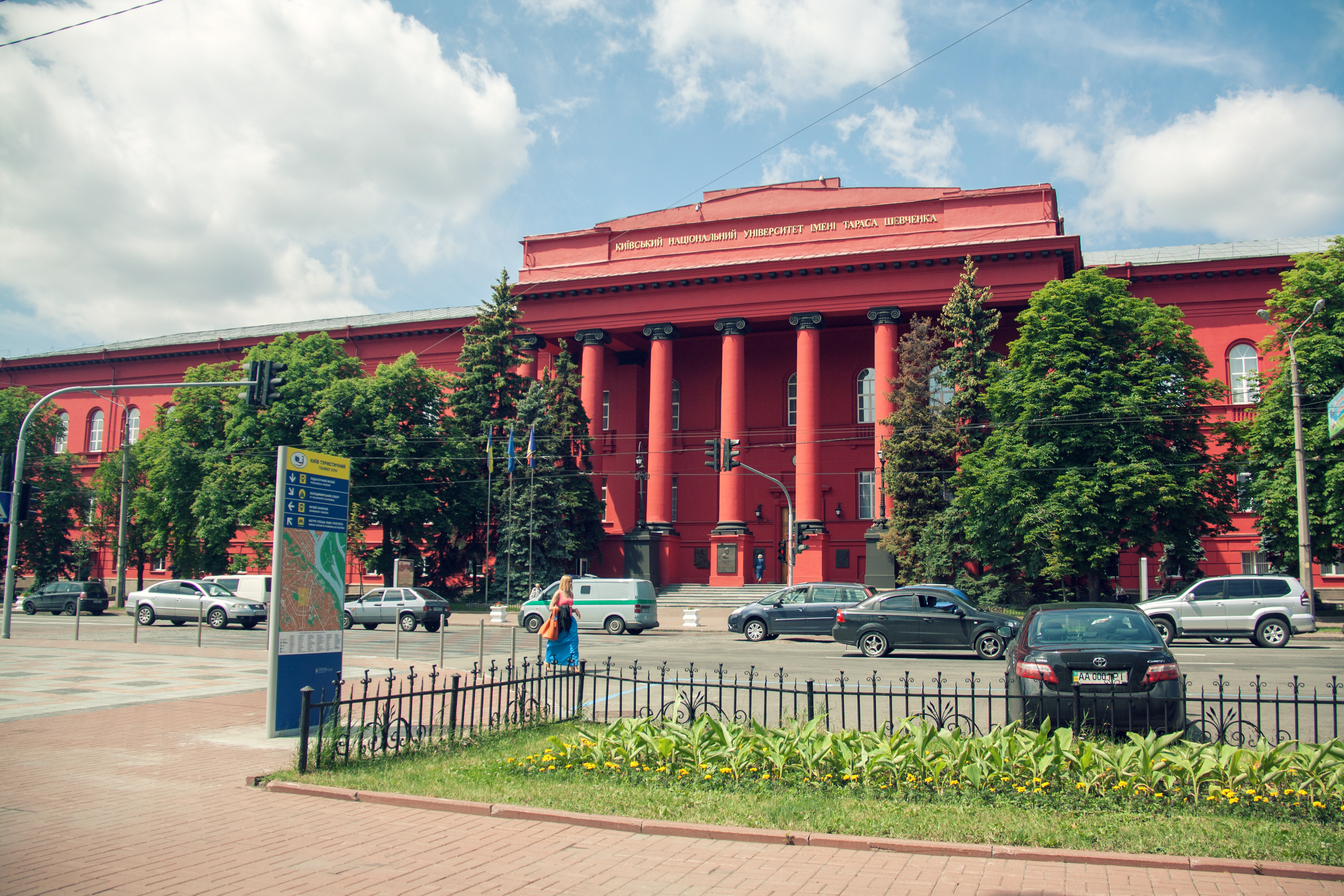
Université Taras Chevchenko.
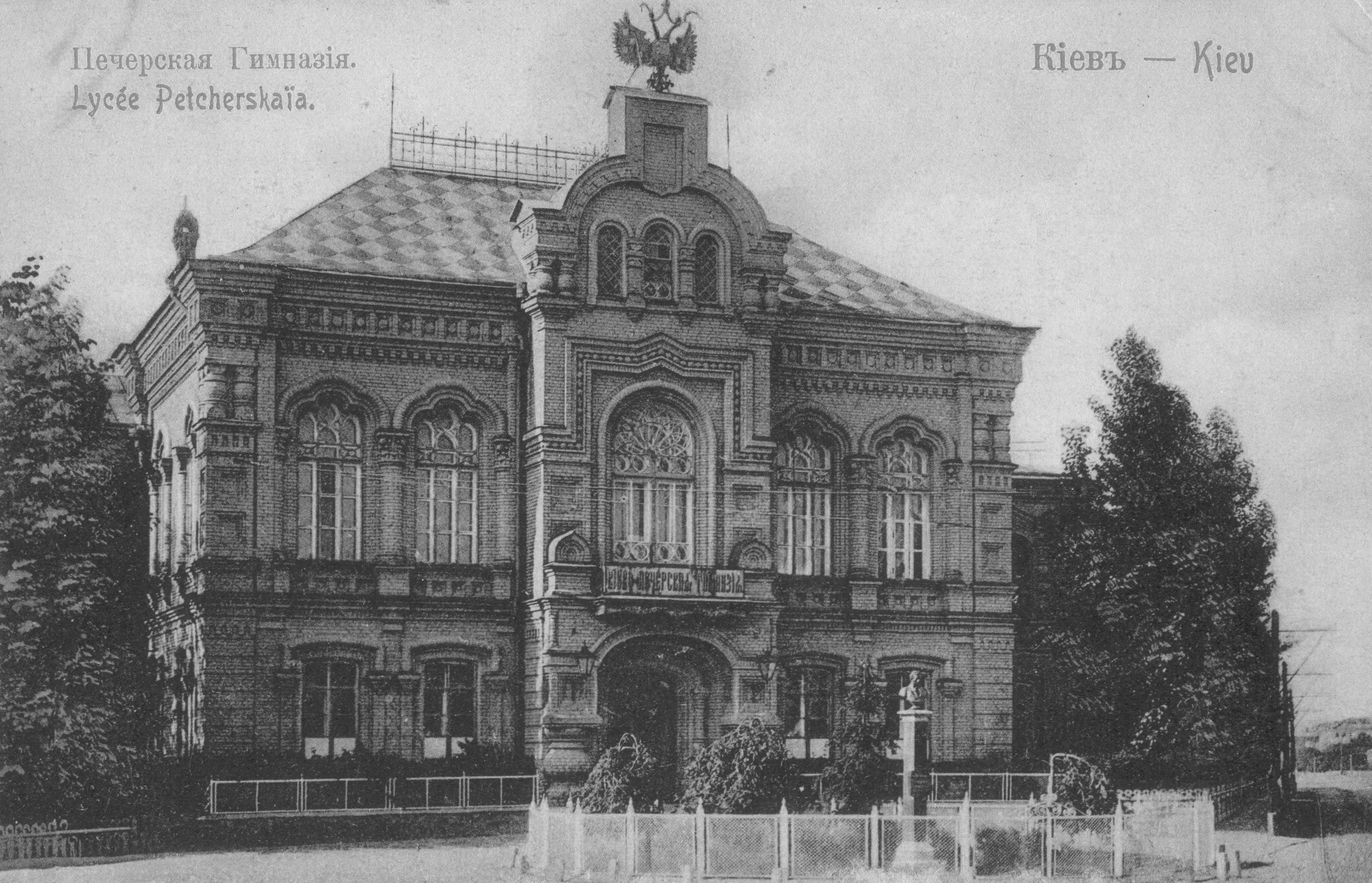
Lycée Petcherskaïa de Kiev.

### XXesiècle: le système éducatif soviétique
Le système soviétique donne la structure des cours et de la scolarité actuelle. La plupart des bâtiments des écoles datent de cette période de massification de l'enseignement.

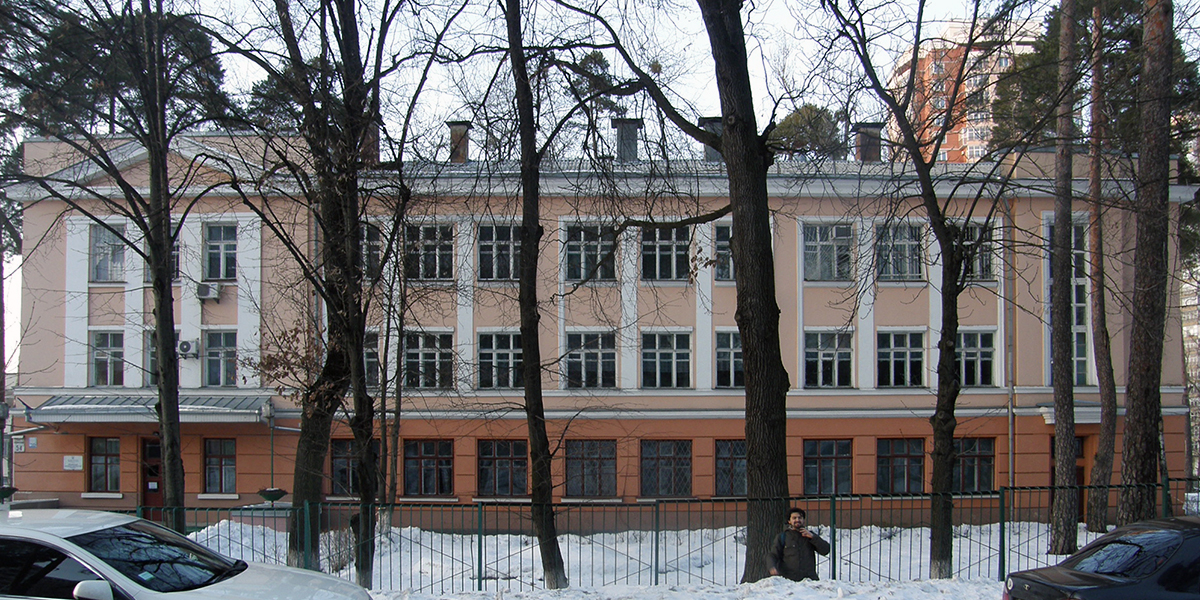
Les écoles de l'époque stalinienne, des monuments classiques très fréquents à Kiev.
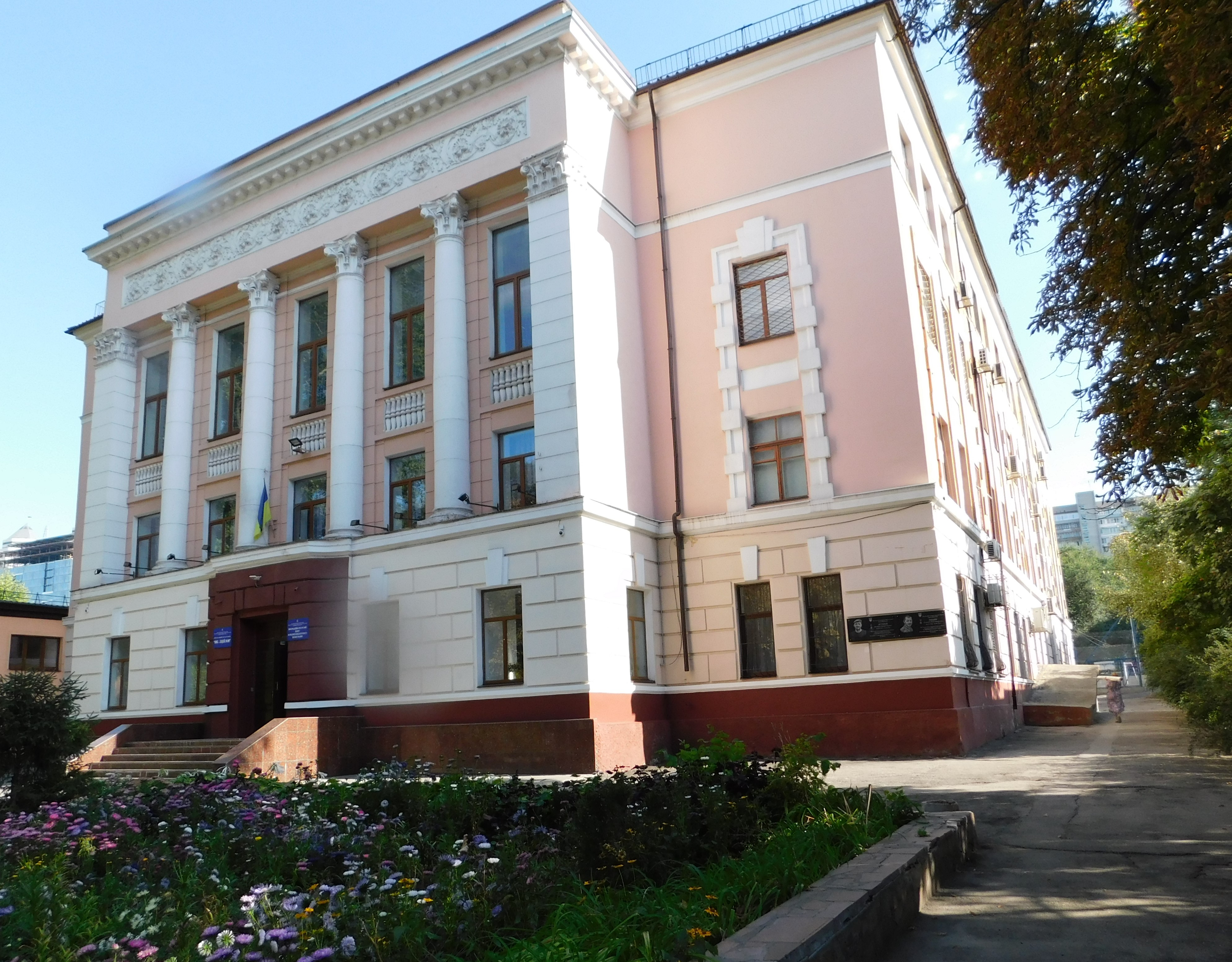
Les écoles de l'époque stalinienne, des monuments classiques dans une ville nouvelle industrielle, Dnipro.
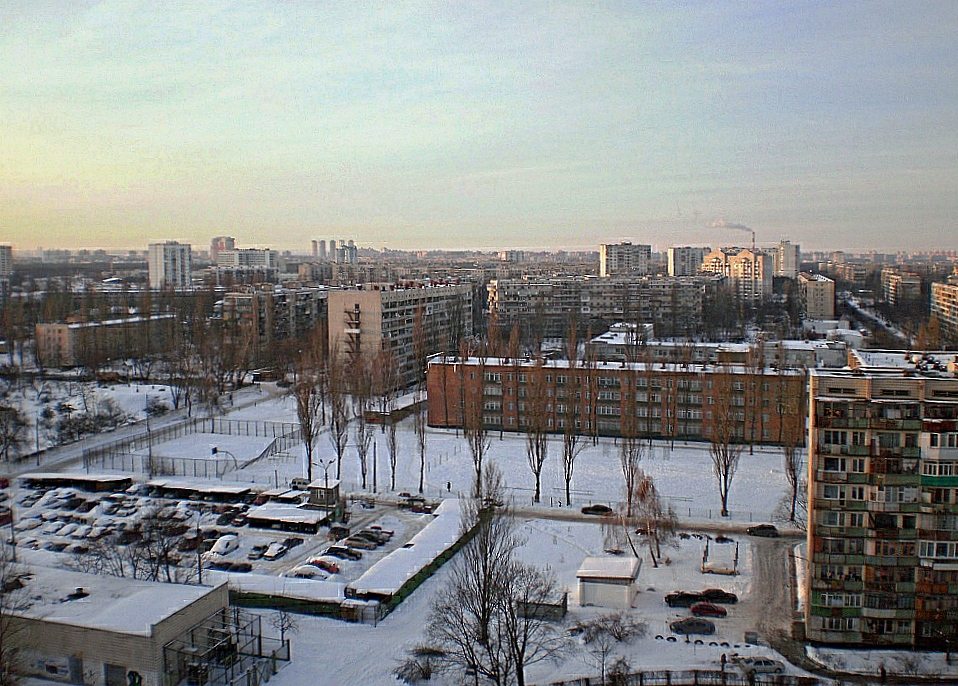
Ecole 189 à Kiev : des bâtiments des années 1970-1980 intégrés aux complexes de khrouchtchevkas dans l'urbanisme soviétique.
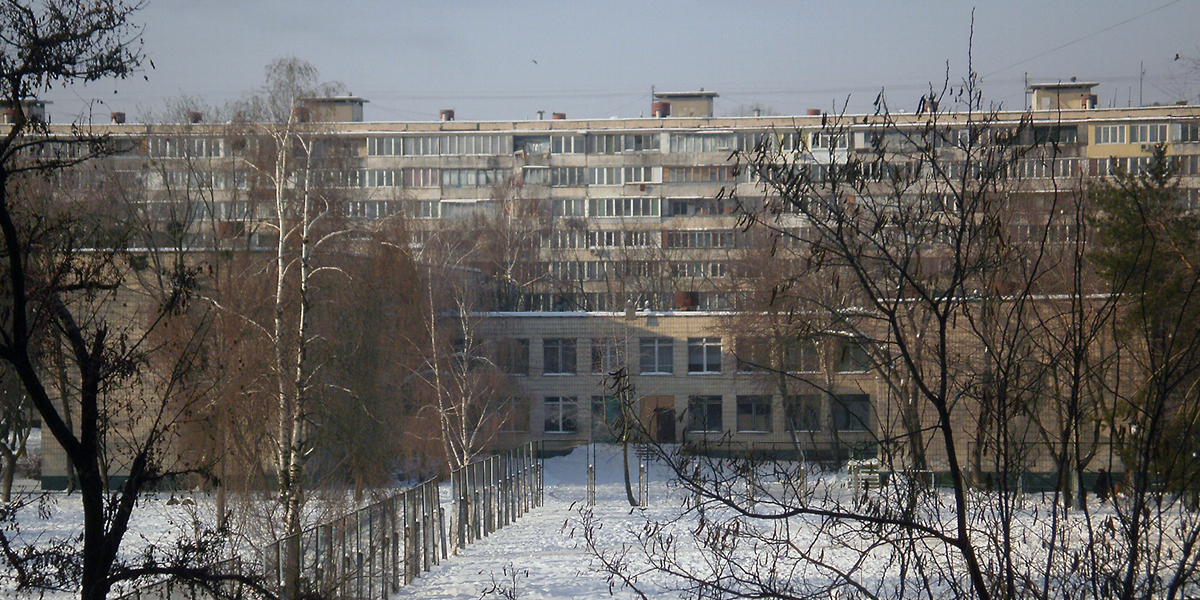
Idem.
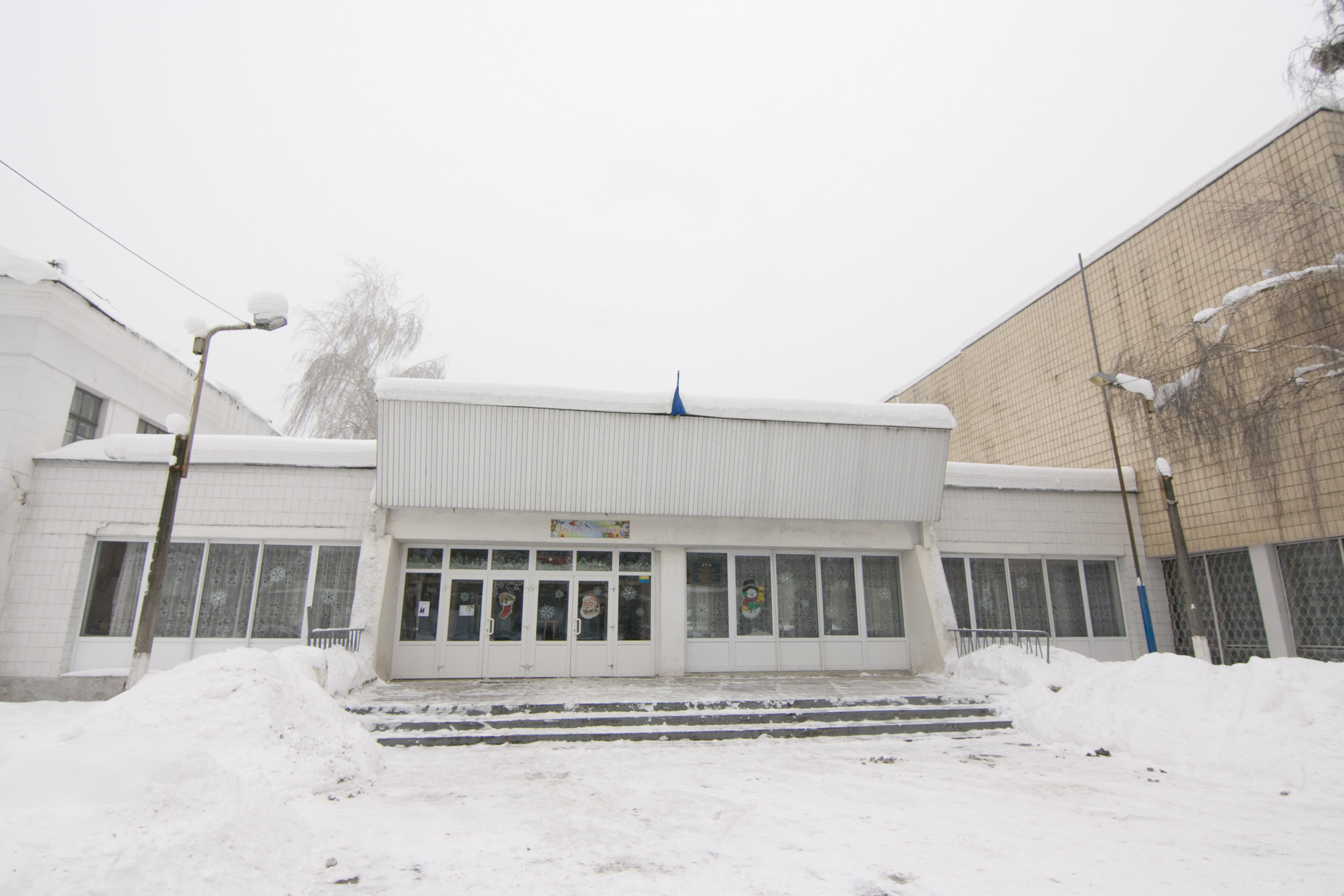
Idem. Ecole 60 de Kiev.
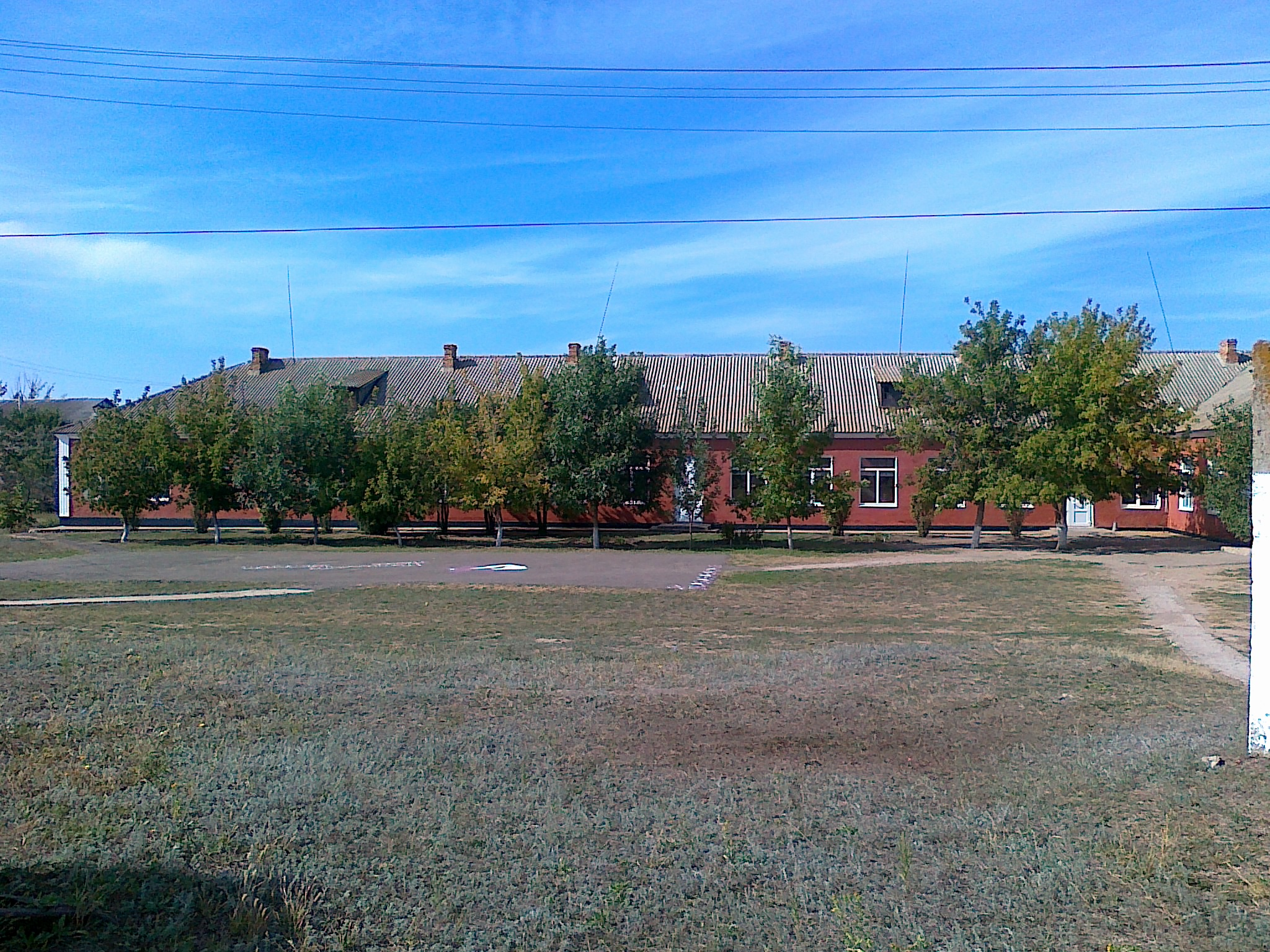
Ecole rurale. Zlatouvstove, 2013.
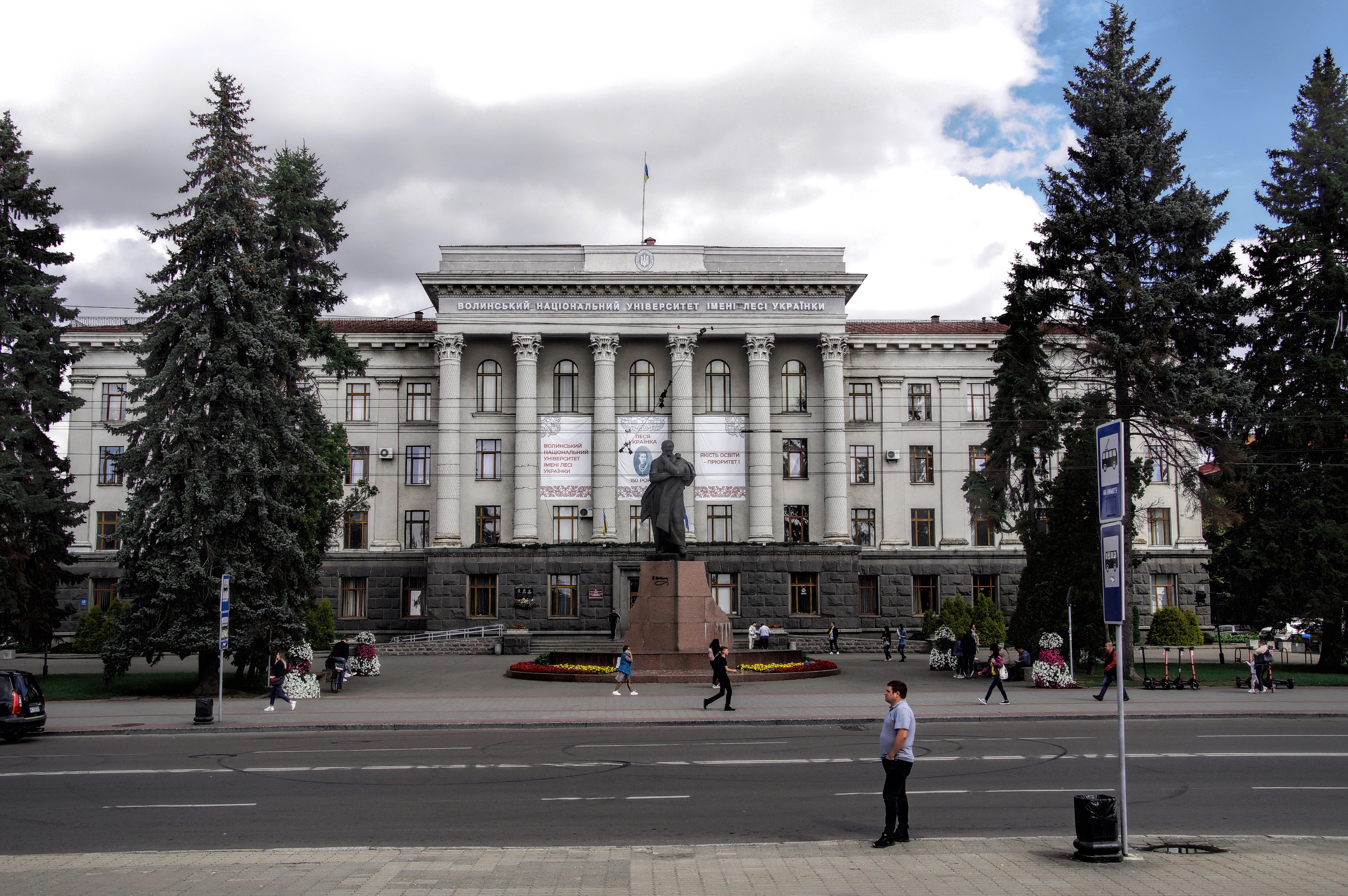
L'Université d’État Lessya Oukraïnka.

### Depuis 1990: un lent rapprochement vers le système d'éducation international et la question de la langue russe

#### Loi sur la langue dans l'éducation de 2017
Au cours de l'année scolaire 2000/2001, 70 % des élèves fréquentaient des écoles de langue ukrainienne (où l'ukrainien est la langue d'enseignement principale), tandis que 29 % étudiaient dans des écoles de langue russe. Il existe des écoles qui enseignent le roumain, le tatar de Crimée, le hongrois et le polonais dans les régions peuplées par ces groupes. Historiquement, la langue d'enseignement a souvent changé en Ukraine. Lorsque l'Ukraine faisait partie de l'Empire russe, la langue ukrainienne était proscrite et le russe prédominait parmi l'élite qui avait accès aux écoles. Les politiques initiales des bolcheviks étaient favorables aux langues locales, et de nombreuses écoles de langue ukrainienne ont été ouvertes, dans le but à long terme de se débarrasser de l'analphabétisme. Du milieu des années 1930 au milieu des années 1980, la politique du gouvernement soviétique a favorisé la russification. Dans les années 70 et 80, le nombre d'écoles de langue russe a constamment augmenté au détriment des écoles de langue ukrainienne. Après que l'Ukraine a obtenu son indépendance, la tendance s'est inversée. Cependant, la réintroduction d'une étude formelle en ukrainien a pris plus de temps que prévu. Dans certaines écoles qui ont essayé de passer à l'ukrainien, une partie ou la majeure partie de l'enseignement est toujours dispensée en russe. Dans les universités, les tendances sont similaires. Pour l'année scolaire 1991-1992, selon le Centre Razoumkov, 49 % des élèves du secondaire recevaient leur éducation en ukrainien, et 50 % en russe.
En 2015-2020, l'enseignement est marqué par le renforcement de l'identité ukrainienne en réaction à la déstabilisation entraînée par l'annexion de la Crimée par la Russie et son soutien aux séparatistes du Donbass au nom de la défense des minorités russophones. En septembre 2015, une loi est signée qui fait de l'ukrainien la langue exclusive de l'enseignement à partir du niveau 5. Une exception est faite pour l'utilisation de l'anglais ou d'une autre langue officielle de l'Union européenne.
La loi est condamnée par l'APCE qui l'a qualifiée d'« obstacle majeur à l'enseignement des minorités nationales ». La loi fait l'objet de critiques de la part de responsables russes mais aussi hongrois et roumains (Le hongrois et le roumain sont les langues officielles de l'Union européenne, pas le russe,. ) Les responsables ukrainiens ont souligné que la nouvelle loi était pleinement conforme aux normes européennes sur les droits des minorités. La loi stipule que « les personnes appartenant aux peuples autochtones d'Ukraine ont le droit d'étudier dans les établissements publics d'enseignement préscolaire et primaire dans la langue d'enseignement des peuples autochtones respectifs, ainsi que dans la langue officielle d'enseignement » dans des classes séparées ou groupes. L'APCE décrit cela comme une restriction significative des droits des peuples autochtones, réalisée sans consultation de leurs représentants. Le 27 juin 2018, le ministre ukrainien des Affaires étrangères, Pavlo Klimkine déclare que, conformément à la recommandation de la Commission de Venise, la disposition linguistique de la loi de septembre 2017 sur l'éducation ne s'appliquerait pas aux écoles privées et que chaque école publique pour les minorités nationales « aurait de larges pouvoirs pour déterminer indépendamment les cours qui seront dispensés en ukrainien ou dans leur langue maternelle »,.
Le délai de mise en application de la loi, prévu initialement pour 2020, a été reporté à 2023.
En 2024, le nombre d’établissements d'enseignement secondaire général (GSE) a diminué de 2,3 % par rapport aux données de 2022/2023. Il y avait 3 867 801 élèves dans 12 352 écoles (y compris les enfants qui sont à l'étranger mais continuent d'étudier à distance). Le nombre d'établissements d'enseignement dans lesquels la formation est dispensée exclusivement en ukrainien en 2023 s'élevait à 12 155, soit 98,4 %. En outre, 3 834 708 étudiants étudient en ukrainien, soit 99,1 %. 447 écoliers (0,01 %) continuent d'étudier en russe au niveau de la langue officielle. Au cours de l'année scolaire 2022/2023, il y en avait 1 362. En 2022, le nombre d'élèves étudiant le russe dans les écoles a diminué de plus de 100 fois : de 454 800 en septembre 2021 à environ 4 000 au 1er septembre 2022. En 2023/2024, le nombre d'écoliers étudiant le russe en tant que matière distincte a encore diminué de 5 fois, pour atteindre 768. La langue russe continue d'être enseignée dans 3 écoles en Ukraine.

## Évaluations extérieures et critiques
Selon Frances Cairncross (en avril 2010) « L'éducation ukrainienne est trop repliée sur elle-même, trop corrompue et trop pauvre pour faire du bon travail ». Selon Anders Åslund (en octobre 2012), les meilleurs éléments du système éducatif ukrainien sont l'enseignement de base en mathématiques et en sciences[réf. nécessaire].
En 2013, un tiers des Ukrainiens déclaraient avoir versé des pots de vin pour l'éducation. C'est dans les études universitaires que la pratique est répandue[réf. nécessaire].